# محمد فائق
محمد محمد فائق ضابط مخابرات مصري سابق و وزير إرشاد قومي (إعلام) مصري سابق، من مواليد عام 1929. درس في كلية التجارة، ثم حصل على عدة دورات في بريطانيا عن الدفاع الجوي عام 1951.

## حياته المهنية
- أمين عام المنظمة العربية لحقوق الإنسان 1986-2008 وعضو مجلس أمناء المنظمة من 2008 حتى الآن.
- رئيس مجلس إدارة جريدة العربي.
- كان مديراً لمكتب الرئيس / جمال عبد الناصر للشئون الإفريقية ثم مستشاره للشئون الأفريقية والاسيوية.
- عُيّن وزيراً للدولة للشئون الخارجية عام 1970.
- تولى رئاسة وزارة الإرشاد القومي (وزارة الإعلام) في الفترة من سبتمبر 1966 .
- نائب رئيس اللجنة المصرية للتضامن الأفريقي الآسيوي
- مدير ومالك لدار المستقبل العربي للنشر والتوزيع من 1981
- تولى رئاسة المجلس القومي لحقوق الإنسان، في 22 أغسطس 2013 وحتى الآن.[2]

سياسي قومي بارز، وهب حياته للدفاع عن الحريات في ربوع وطنه العربي الكبير وخارجه، وحمل مشروع أمته للنهوض بحركة التحرر الوطني وأصبح رمز لهذه الحركة في أفريقيا.

عمل بالقرب من الزعيم الراحل جمال عبد الناصر وتحمل مسئوليات سياسية ووزارية عديدة خلال حياة الرئيس عبد الناصر، وقدم خلال مسئولياته كمستشار للشئون الأفريقية ثم الأفريقية الآسيوية واحدة من أهم إسهاماته في مقاومة الاستعمار والعنصرية وتأكيد حق تقرير المصير، وعقد صداقات مع زعماء حركة التحرر الوطني في العالم وزعماء حركة عدم الانحياز مثل نيلسون مانديلا، وكوامي نكروما، والسيدة أنديرا غندي والسيدة باندرانيكا وفيدل كاسترو وأرنستو جيفارا، وقد تأثرت حواراته مع هؤلاء الزعماء في تشكيل رؤيته العميقة لحركة التحرر الوطني العالمية.
تابع مسئولياته الوزارية في عهد الرئيس أنور السادات، لكن استقال في مايو 1971، احتجاجا على التوجهات السياسية للرئيس السادات في معالجة إزالة آثار العدوان، حكم عليه بالسجن لعشر سنوات .
في أعقاب العدوان الثلاثي علي مصر عام 1956 ارتدى زي الصيادين وانغمس في صفوف المقاومة الشعبية للاحتلال البريطاني لبورسعيد، وفي عام 1976، رفض قرارا من رئيس الجمهورية بالإفراج عنه من السجن مشروطا باعتزار يقدمه لرئيس الجمهورية وعاد إلى محبسه خمسة أعوام أخرى حتى لا يعتزر عن جريمة لم يرتكبها مجسدا معنى الكرامة الإنسانية، وقد تم اعتقاله مرة أخرى معد أشهر قليلة من خروجه من السجن مع أكثر من 1500 من قادة العمل العام في مصر، ولم يفرج عنهم إلا بعد رحيل الرئيس السادات.
لم تأسره تجربة الحياة وراء القضبان في سجن المرارة، ففي السجن زرع شجرة، وكتب أهم كتاب له «عبد الناصر والثورة الأفريقية» على أوراق «البفرة» وحافظ على اتجاه يوصلته للمستقبل، ولم يكن صدفة أن تحمل دار النشر التي أسسها في أول سنوات الحرية اسم «دار المستقبل العربي» في عام 1981، وتابع من خلالها نضاله من أجل الدعوة للحرية والديموقراطية والتضامن العربي، ولم تكن صدفة أن يشارك في تأسيس المنظمة العربية لحقوق الإنسان في عام 1983 التي انتخب في هيئتها القيادية وحمل مسئوليته أمانتها العامة في العام 1986.
{من كتاب محسن عوض- المنظمة العربية لحقوق الإنسان-مسيرة خمسة وعشرين عاما}.

## من أهم إنجازاته
1. أنشأ البرنامج الموسيقى في الإذاعة.
2. والبرامج التعليمية بالتلفزيون والمركز الصحفي.
3. أنشأ وظيفة المتحدث الرسمي لأول مرة، ومراسلي الإذاعة في الخارج. من أهم مؤلفاته:
4. أبحاث عن إفريقيا وحقوق الإنسان.
5. أبحاث عن الرئيس / جمال عبد الناصر.
6. أبحاث عن الثورة الإفريقية.